# Божидар Ћосовић
Божидар Ћосовић, познат и као Божа Јаворац (Брезова, 1910 — Голија, 1943) био је четнички командант у моравичком крају у време Другог светског рата и самопрокламовани војвода јаворски.

## Биографија
Ћосовић је рођен 1910. године у селу Брезова, код Ивањице. У Југословенској војсци је стекао чин наредника, а пре рата је био сеоски трговац.
Након Априлског рата основао је четничку групу, себе прогласио за војводу јаворског и пришао одредима Косте Пећанца. Са својом групом деловао је на терену ивањичког, ужичког и нововарошког краја, где је оптужен за бројне пљачке и злочине у лето 1941. године, укључујући убиство Страјина Николића из Кушића, 2. августа 1941. године, кога је Ћосовић, пред великим бројем сведока, свирепо мучио и заклао.
Када је Немачка војска напустила Ужице 21. септембра, Ћосовић је био део Пећанчевих снага које су преузеле град од Немаца.
У јесен 1941. године је ушао у сукоб са локалним партизанским одредима, што је довело до споразума партизана и Михаиловићевих четника да се сукоб изглади стављањем Ћосовића под Михаиловићеву команду.
Учествовао је у јесен 1941. године са својим одредима у сламању Ужичке републике и разбијању главнине партизанских снага. Учествовао је у Бици за Нову Варош 1941. године.
У току 1941. и 1942. године, подјаворска села су више пута нападана од стране муслиманске милиције, трпећи бројне ратне злочине. Једном приликом, на Божић 1942. године су напали Брезову и у сеоској, Белој цркви, убили свештеника за време литургије, заједно са већим бројем присутних верника. Међу страдалима су биле и две Ћосовићеве сестре. Тај злочин је навео Ћосовића и Вука Калаитовића, легализованог четника, да организују осветничку акцију, где су њихове групе спалиле 36 муслиманских села, након чега су упади муслиманске милиције преко Јавора престали.
Његови четници су 5. септембра 1941. године у Новој Вароши убили 16 муслимана, укључујући и неколико малолетника, након мучења појединаца.
Новембра 1942. године, заједно са Милојем Мојсиловићем, командантом Јеличког четничког одреда, Ђуром Смедеревцом и Машаном Ђуровићем, командантом Ибарског четничког одреда, формирао је одред „Сложна браћа” за борбу против партизана.
У селу Смиљевцу, срез моравички, Божо Јаворски је 25. јануара 1943. године напао граничну стражу и разоружао око 20 стражара и са њих скинуо одело и обућу. Другог фебруара 1943. године у селу Васиљевићима, срез моравички, четници Божа Јаворског су разоружали један вод Српске граничне страже од којих су узели 42 пушке, два холандска митраљеза, као и осталу целокупну спрему. Као разлог разоружања вода Српске граничне страже наводи се што су они убили потпоручника Радуловића и два заробљена четника предали Немцима. Четнички одред Боже Јаворског напао је 10. марта 1943. године станицу Српске државне пољске страже у Негбини (срез златиборски). Том приликом четници су разоружали девет стражара са командиром станице и одвели их са собом. Ноћу 23. марта 1943. године четници Боже Јаворског разоружали су први и трећи вод Српске граничне страже у Мочиоцима (срез ариљски).
У наставку рата, он и његови борци су починили разне ратне злочине и пљачке, злостављање угледних домаћина и крађу новца и аутомобила из рудника антимона у Лиси, због чега су га 4. јуна 1943. године ухапсили припадници Моравичке бригаде ЈВуО поручника Катанића. Заједно са својим братом Момчилом, осуђен је за ратне злочине и стрељан.

## Даља читања
- Ариљски хоризонти: Хероји или издајници стр. 20
- Ариљски хоризонти: Хероји или издајници стр. 24
- Ариљски хоризонти: Хероји или издајници стр. 24
- Ариљски хоризонти: Хероји или издајници стр. 27
- Ариљски хоризонти: Хероји или издајници стр. 25
- Ариљски хоризонти: Хероји или издајници стр. 25
- Ариљски хоризонти: Реакција локалног СУБНОР-а стр. 35